# 承德道
承德道是中国天津市和平区的一条街道，东北到台儿庄路，西南到河北路，全长1,086米，宽10米。由于承德道历史风貌保存完好已被天津市规划局确定为“承德道历史文化街区”并加以保护和修缮。。

## 历史
承德道所在地区在1861年天津法租界开辟时就被划入该租界，初期并未开发，直到1886年（清光绪二十二年）才开始修筑道路，当时分为四段辟建，东段自张自忠路至解放北路原名领事馆路（Rue du Consulat），该名称得名于当时坐落于该路段的原法国驻天津领事馆。中段自解放北路至吉林路原为天津法国公议局大楼前的一座广场，后名为克莱蒙梭广场（Place Clemenceau），该名称得名于前法国总理乔治·克列孟梭（Georges Clemenceau）。吉林路至花园路段原名威尔顿路（Rue de Verdun），该名称得名于法国城市凡尔登（Verdun）。花园路至河北路段原名佩丹路（Rue Pétain），该名称得名于前法国总理菲利普·贝当（Henri Philippe Pétain）。1945年10月6日，美国第三军团总部在原天津法租界法国公议局大楼门前的克莱蒙梭广场举行天津日军投降签字仪式。1946年，南京国民政府收复后以热河省省会承德市之名更为现名。

## 现况与发展
承德道目前东北到台儿庄路，西南到河北路，全长1086米，宽10米，两侧人行道均宽5米，为沥青路面。沿途建有有法国公议局旧址、原法国驻天津领事馆、天津首善堂、天津东莱银行大楼、天津朝鲜银行大楼、天津华义银行大楼等建筑。

## 交汇道路
目前，与承德道相交汇的主要道路有：

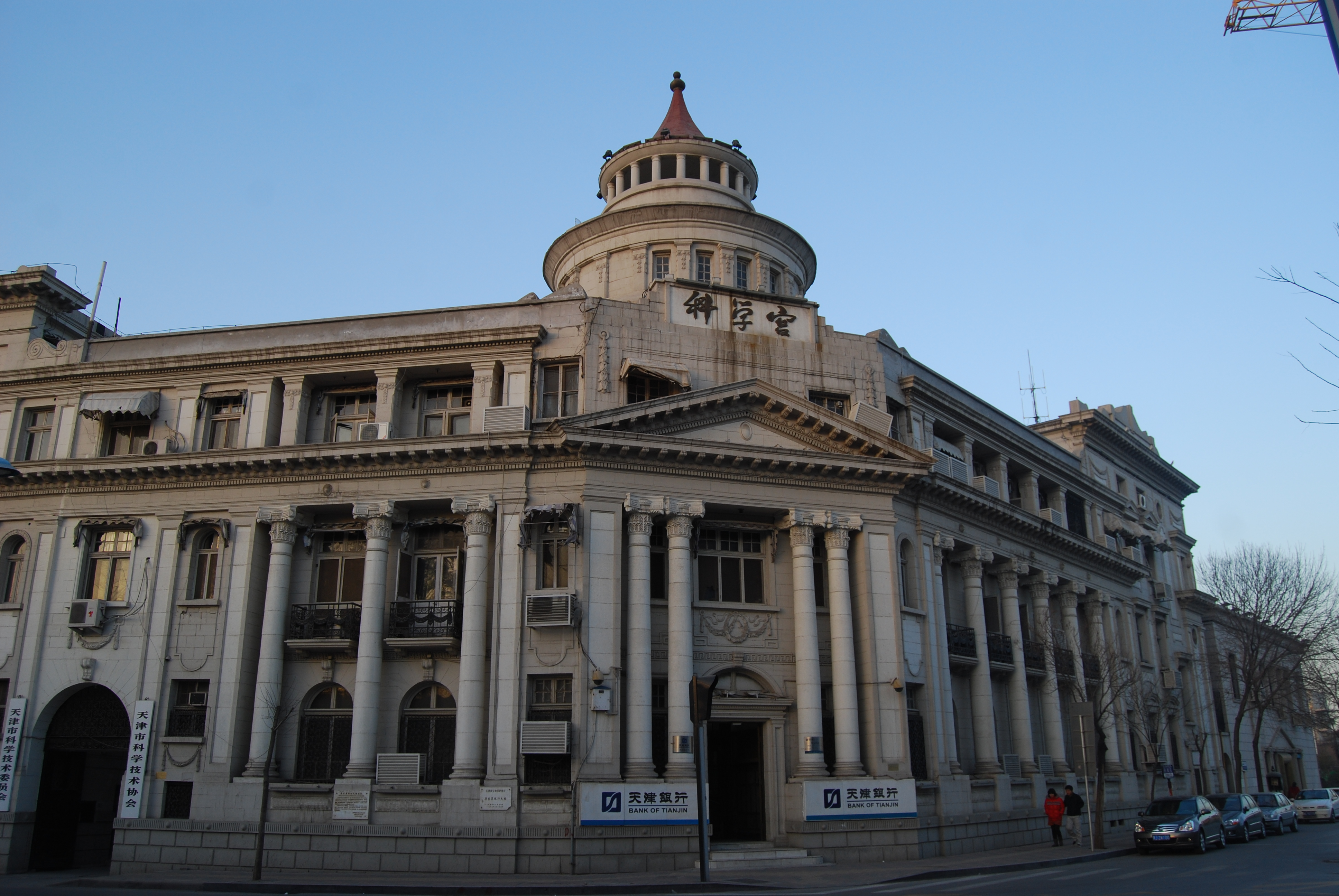
承德道与和平路交口的天津东莱银行大楼

- 台儿庄路 原大法国河坝（Quai de France）
- 合江路 原宝总领事路（Rue Henry Bourgeois）
- 解放北路 原大法国路（Avenue de Grande France）
- 吉林路 原巴黎路（Rue de Paris）
- 大沽北路 原大沽路（Rue de Takou）
- 和平路 原杜总领事路（Rue du Chaylard）
- 花园路 原霞飞路（Rue Cours Joffre）
- 新华路 原樊主教路（Rue Favier）
- 山东路 原沙大夫路（Rue Chabaneix）
- 河北路 原德大夫路（Rue Depasse）

## 建筑
承德道曾经和现在比较著名的建筑有：

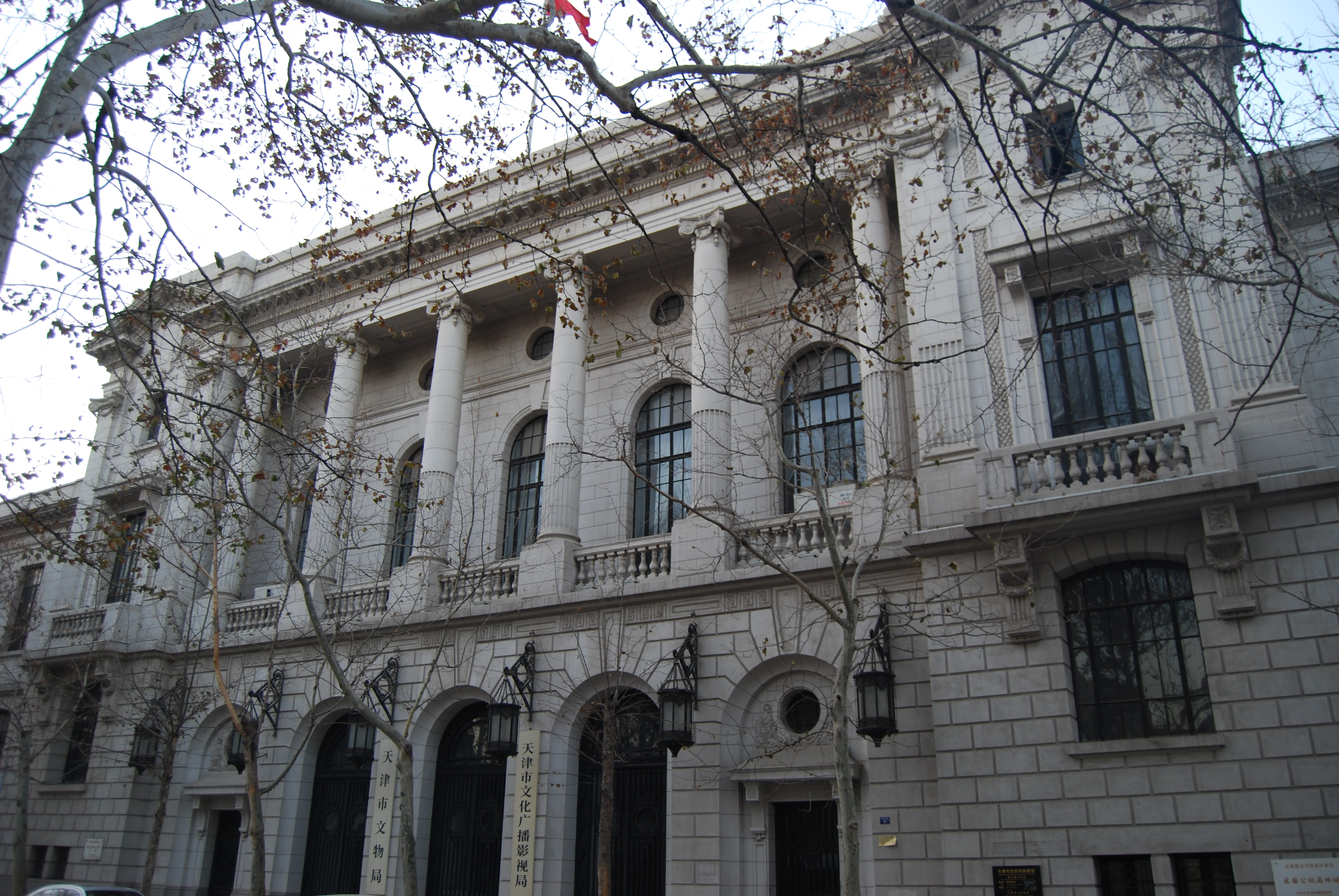
天津法国公议局大楼

- 天津市全国重点文物保护单位：法国公议局旧址，承德道12号。
- 天津市历史风貌建筑：原法国驻天津领事馆，承德道2号。
- 天津市历史风貌建筑：天津首善堂，承德道21号。

此外，沿承德道周边的著名建筑有：
- 天津市文物保护单位：天津东莱银行大楼，和平路287号。
- 天津市文物保护单位：元隆孙旧宅，新华路120号。
- 天津市文物保护单位：李吉甫旧宅，花园路12号。
- 天津市历史风貌建筑：天津朝鲜银行大楼，解放北路97号至101号。
- 天津市历史风貌建筑：天津华义银行大楼，解放北路91号至95号。
- 天津市历史风貌建筑：李鸣钟旧居，花园路11号。[3]

## 延伸閱讀
- （英文）O.D.Rasmussen. . 天津: 天津印字馆（1925）.
- （中文）费成康. . 上海: 上海社会科学院出版社. 1992年. ISBN 7-80515649-2.